# Gerhard Buchleitner
Gerhard Buchleitner (* 8. November 1942 in Klagenfurt) ist ein österreichischer ehemaliger Politiker (SPÖ) und Gewerkschaftssekretär. Er war von 1989 bis 2001 Abgeordneter als Landeshauptmann-Stellvertreter Mitglied der Salzburger Landesregierung und von 1990 bis 2001 Landesparteivorsitzender der SPÖ Salzburg.

## Ausbildung und Beruf
Buchleitner besuchte von 1948 bis 1952 die Volksschule und von 1952 bis 1956 die Hauptschule, bevor er zwischen 1956 und 1958 eine Handelsschule absolvierte. Er war danach von 1958 bis 1962 als kaufmännischer Angestellter in Klagenfurt tätig und leistete zwischen 1961 und 1962 seinen Präsenzdienst. Zwischen 1962 und 1966 war er in der Folge als Sekretär der Landesexekutive Kärnten des Österreichischen Gewerkschaftsbundes aktiv, 1966 wechselte er als Landessekretär der Tourismusgewerkschaft nach Salzburg. Buchleitner arbeitete bis 1980 in dieser Position.

## Politik und Funktionen
Buchleitner trat 1961 der Sozialdemokratischen Partei bei und fungierte in den Jahren 1963 bis 1966 als stellvertretender Landesobmann der Österreichischen Gewerkschaftsjugend Kärnten. Nach seiner Übersiedelung nach Salzburg wurde er 1973 Mitglied des Gemeinderates der Stadt Salzburg und hatte von 1977 bis 1980 die Funktion des stellvertretenden Klubvorsitzenden der SPÖ-Gemeinderatsfraktion inne. Er wirkte des Weiteren von 1980 bis 1982 als Stadtrat in Salzburg und hatte von 1982 bis 1989 das Amt des Vizebürgermeisters von Salzburg inne. Er schied 1989 aus dem Gemeinderat von Salzburg aus und wechselte am 13. September 1989 als Landeshauptmann-Stellvertreter in die Salzburger Landesregierung, in der er bis zum 25. April 2004 wirkte.
Buchleitner war neben seinen politischen Mandaten von 1969 bis 1980 Mitglied der Vollversammlung der Salzburger Arbeiterkammer und innerparteilich zwischen 1983 und 1989 als Bezirksparteivorsitzender der SPÖ Salzburg-Stadt aktiv. Er gehörte zudem von 1980 bis 2001 als Mitglied dem Landesparteivorstand an und war zwischen 1982 und 2001 Mitglied des Landesparteipräsidiums der SPÖ Salzburg. Als höchste innerparteiliche Position hatte er von 1990 bis 2001 das Amt des Landesparteivorsitzenden der SPÖ Salzburg inne.

## Auszeichnungen
- Großes Ehrenzeichen des Landes Salzburg (1997)
- Ring des Landes Salzburg (2001)